# Communauté de communes du Val d'Azun
La communauté de communes du Val d'Azun est une ancienne communauté de communes française, située dans le département des Hautes-Pyrénées et la région Occitanie.

## Histoire
Elle fusionne avec trois autres intercommunalités et une commune isolée pour former la communauté de communes Pyrénées Vallées des Gaves au 1er janvier 2017.

## Composition
Elle était composée des communes suivantes :
| Nom                    | Code Insee | Gentilé       | Superficie (km2) | Population (dernière pop. légale) | Densité (hab./km2) |
| ---------------------- | ---------- | ------------- | ---------------- | --------------------------------- | ------------------ |
| Arrens-Marsous (siège) | 65032      | Arrensois     | 100,55           | 721 (2014)                        | 7,2                |
| Arbéost                | 65018      | Arbéostois    | 14,90            | 85 (2014)                         | 5,7                |
| Arcizans-Dessus        | 65022      | Arcizanais    | 5,01             | 116 (2014)                        | 23                 |
| Arras-en-Lavedan       | 65029      | Arrasiens     | 24,66            | 498 (2014)                        | 20                 |
| Aucun                  | 65045      | Aucunois      | 12,94            | 259 (2014)                        | 20                 |
| Bun                    | 65112      | Bunois        | 2,80             | 141 (2014)                        | 50                 |
| Estaing                | 65169      |               | 71,53            | 73 (2014)                         | 1                  |
| Ferrières              | 65176      | Ferrièrois    | 16,97            | 102 (2014)                        | 6                  |
| Gaillagos              | 65182      | Gaillagossais | 8,46             | 119 (2014)                        | 14                 |
| Sireix                 | 65428      |               | 1,73             | 67 (2014)                         | 39                 |

## Démographie
| 2009  | 2012 |
| ----- | ---- |
| 2 275 | -    |

## Liste des Présidents successifs
| Période                                  | Période  | Identité | Étiquette | Qualité |
| ---------------------------------------- | -------- | -------- | --------- | ------- |
| 2014                                     | en cours | Marc Léo |           |         |
| Les données manquantes sont à compléter. |          |          |           |         |

## Historique
La communauté de communes du Val d'Azun a été créée le 29 décembre 2005